# أتلي إينارسون
أتلي إينارسون هو لاعب كرة قدم آيسلندي، ولد في 20 أكتوبر 1966 في آيسلندا. شارك مع منتخب آيسلندا تحت 19 سنة لكرة القدم ومنتخب آيسلندا تحت 21 سنة لكرة القدم ومنتخب آيسلندا لكرة القدم. أما مع النوادي، فقد لعب مع فيمليكافيلاغ هافنارفيارذار ونادي فيكينغور.

## وصلات خارجية
- أتلي إينارسون على موقع قاعدة بيانات كرة القدم.إي يو (الإنجليزية)